# Spätere Jin-Dynastie (1616–1636)

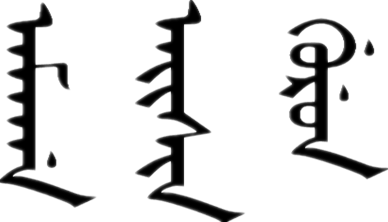
Amaga aisin gurun („Spätere Jin-Dynastie“) in mandschurischer Schrift

Die Spätere Jin-Dynastie oder Spätere Jurchen-Dynastie (chinesisch 後金 / 后金, Pinyin Hòu Jīn, 1616–1636) bzw. Aisin-Dynastie war eine in der späten Zeit der chinesischen Ming-Dynastie in Nordostchina begründete Herrschaft der Jurchen. Die unter dem Namen der Späteren Jin-Dynastie bekannt gewordene Dynastie unterscheidet sich von der Jin-Dynastie des 12. und 13. Jahrhunderts.
Nurhaci (1559–1626), der Führer einer Untergruppe der Jianzhou-Jurchen, vereinigte die Jurchen-Stämme und wurde 1616 Khan. Die Herrschaft wurde Jin (bzw. aisin gurun) benannt. Er gründete die Hauptstadt Hetu-ala (im heutigen Autonomen Kreis Xinbin der Mandschu). Später wurde die Hauptstadt nach Liaoyang und nach Shenyang verlegt.

Im 10. Taizong-Jahr (1636) der Späteren Jin bestieg Huang Taiji (auch: Abahai, 1592–1643) den chinesischen Kaiserthron und die Herrschaft wurde von da an Qing 清 genannt. 

### Nachschlagewerke
- Cihai („Meer der Wörter“), Shanghai cishu chubanshe, Shanghai 2002, ISBN 7-5326-0839-5